# Nava del Rey
Nava del Rey est une commune de la province de Valladolid dans la communauté autonome de Castille-et-León en Espagne.

## Sites et patrimoine

### Patrimoine religieux
- Église de los Santos Juanes.
- Chapelle de la Vera Cruz.
- Chapelle Ntra. Sra. de la Concepción.
- Couvent de los Sagrados Corazones.
- Couvent San Agustín.
- Humilladero de Ntra. Sra. de la Soledad.

### Patrimoine civil
- Hôtel de ville.
- Casonas.
- Hôpital San Miguel.
- Pozo de la nieve.

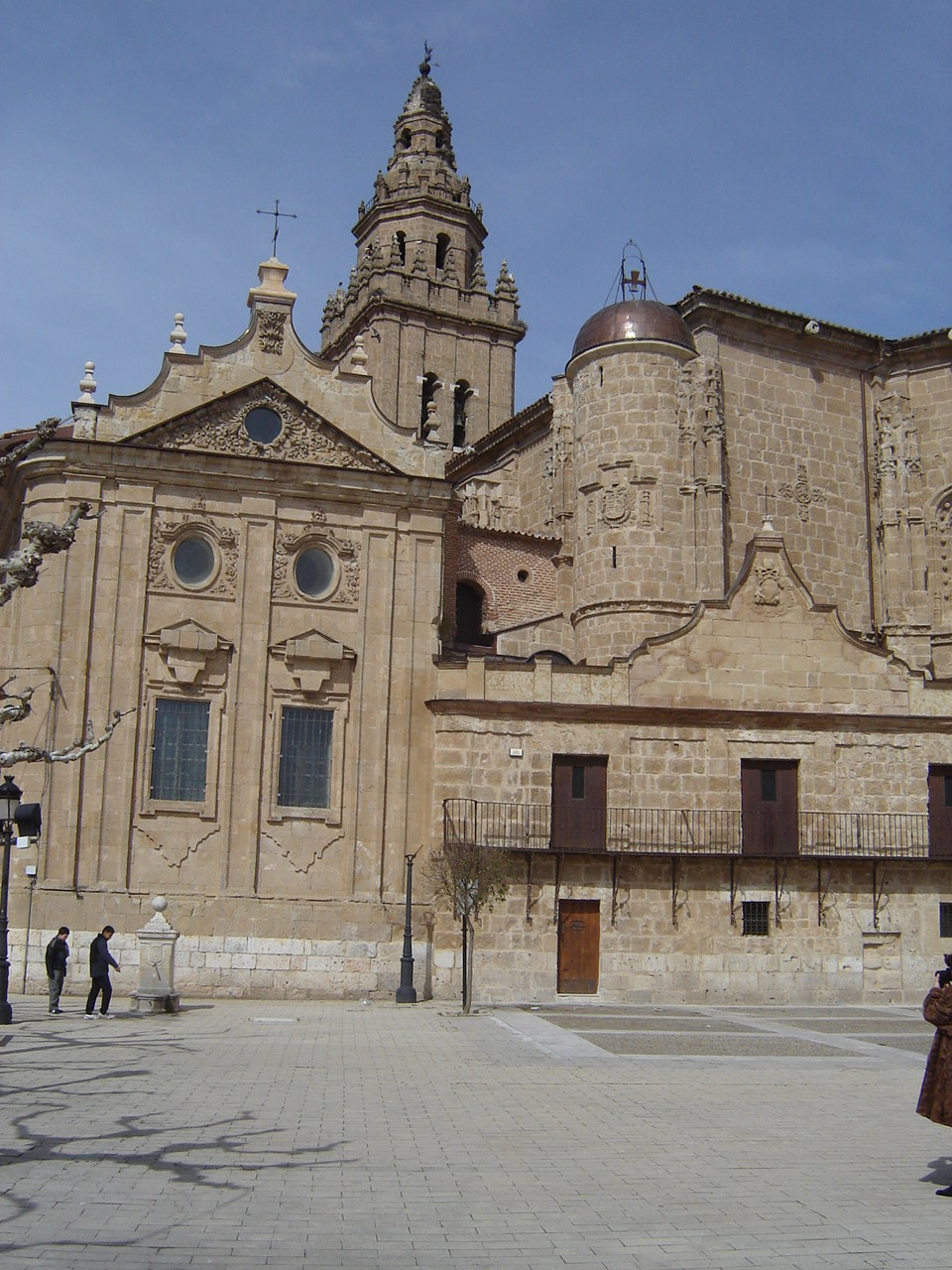
Église de los Santos Juanes.
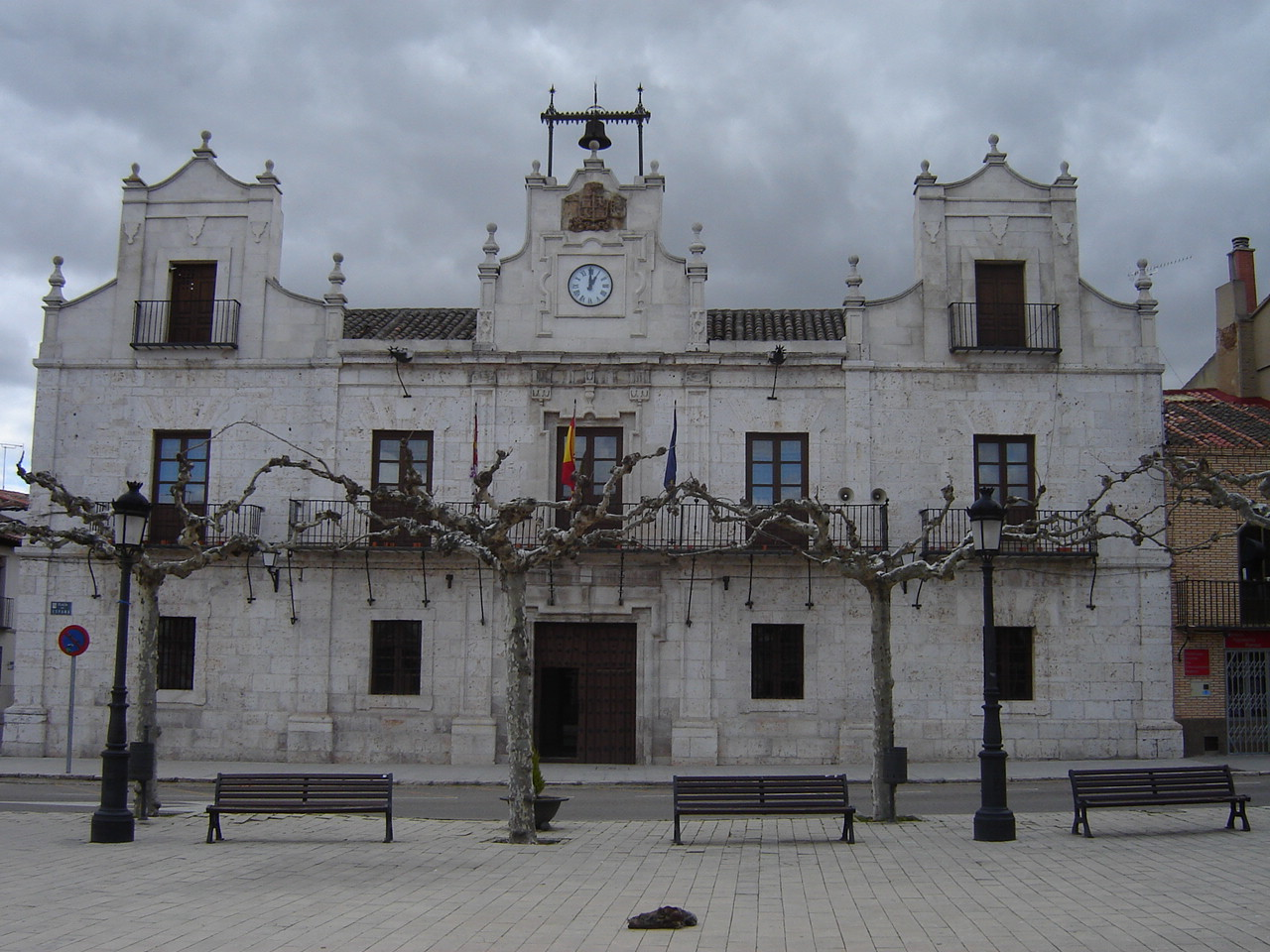
Mairie.
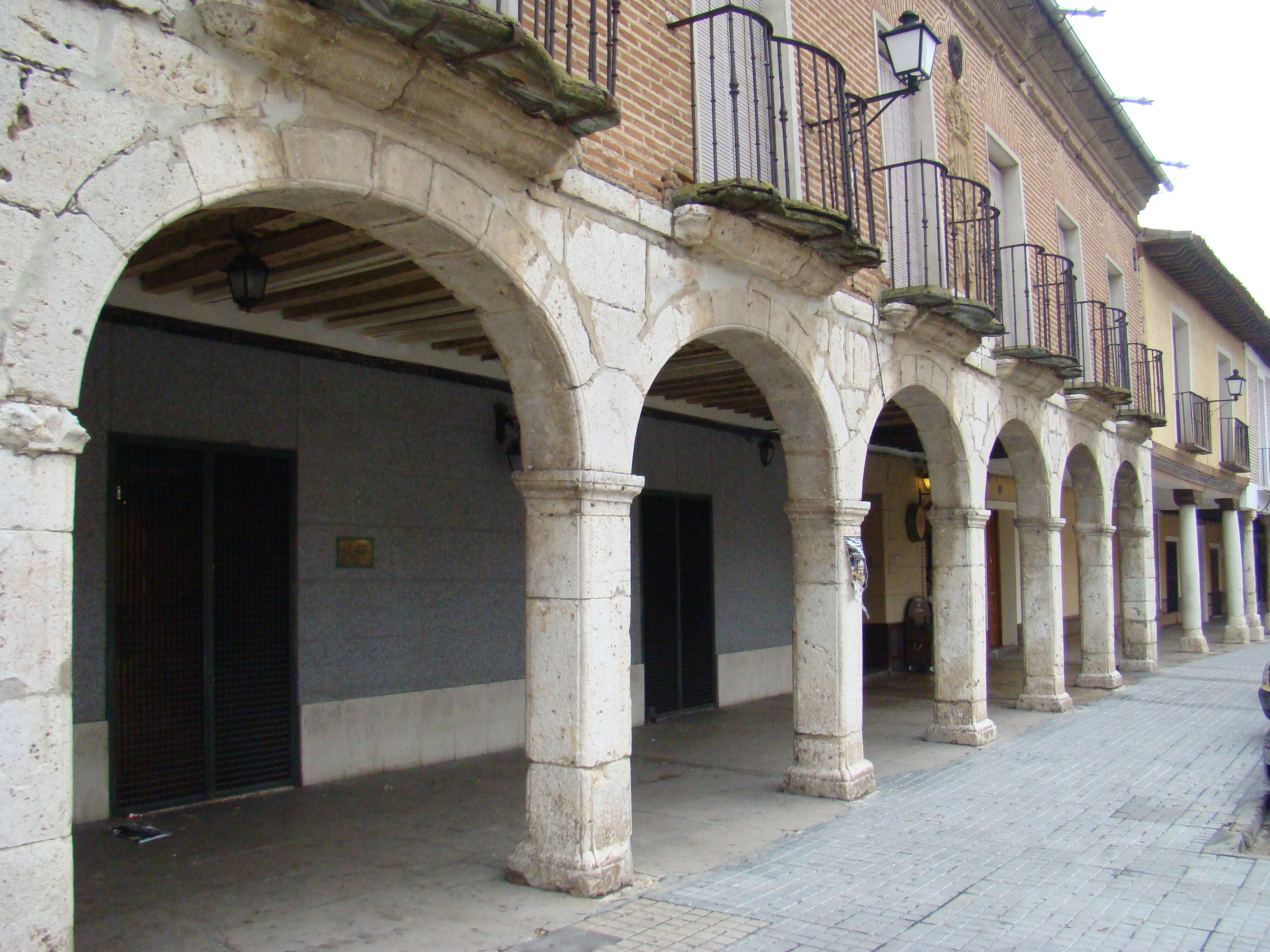
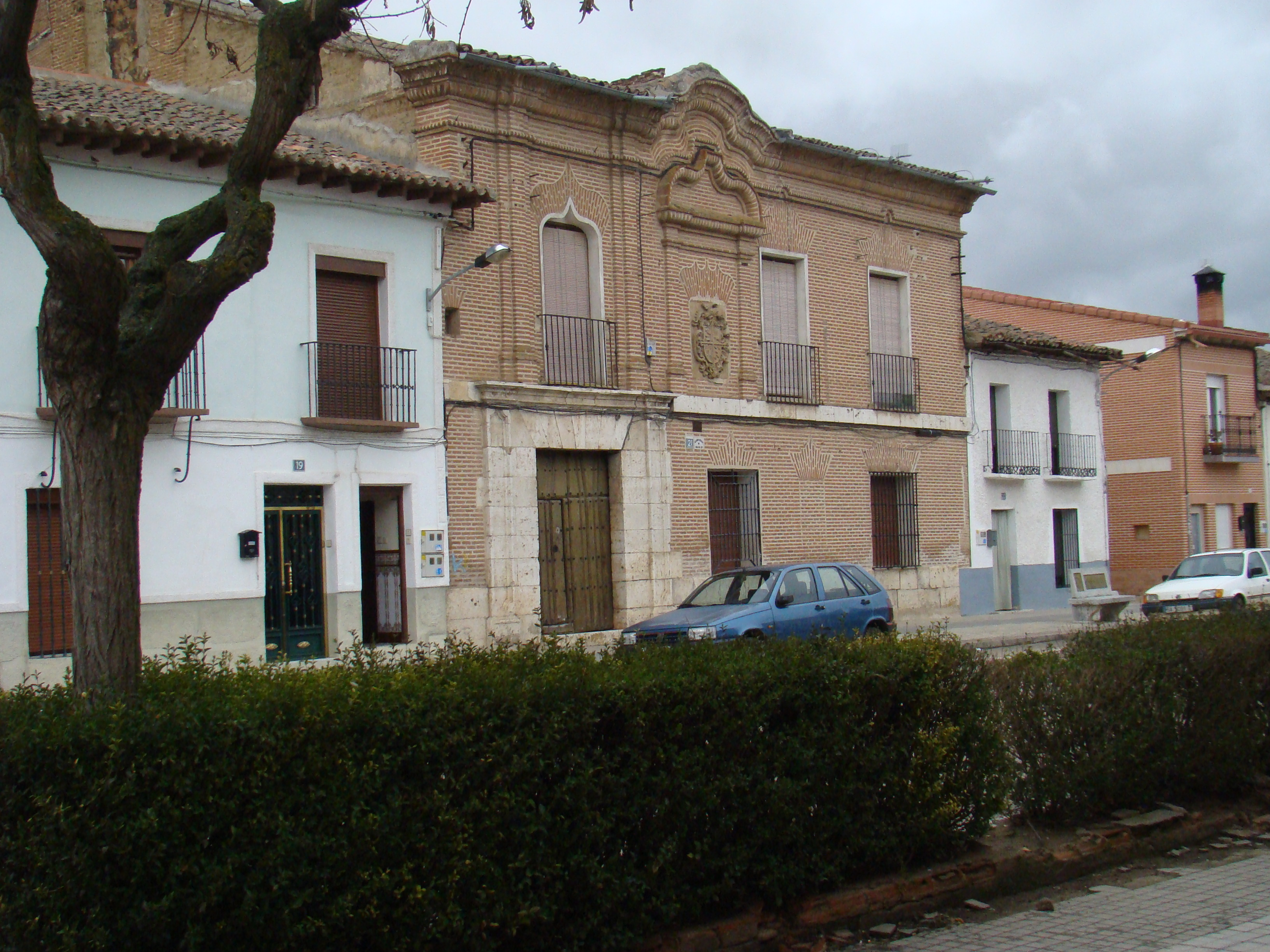